# Benelli 500 M36 Mototriciclo
Benelli 500 M36 Mototriciclo — итальянский трёхколесный грузовой трицикл, серийно выпускавшийся с 1936 года компанией Benelli. Предназначался для нужд армии. Применялся во время Второй мировой войны вместе с аналогичными мотоциклами Moto Guzzi TriAlce и Bianchi Supermil 500, как для перевозки войск и снаряжения, так и для буксировки лёгких орудий.

## История
Принята Королевской армией Италии с целью ускорения моторизации пехотных частей, в частности берсальеров. Получил боевое крещение в Гражданской войне в Испании, где применялся также для буксировки 20-мм зенитного орудия «Бреда».
Во время Второй мировой войны широко использовался на всех фронтах в том числе как передвижной радиоузел и мобильная зенитная установка (с 8-мм пулемётом на треноге).
На момент формирования 80-й пехотной дивизии «Ла Специя» (в то время — десантной), Benelli Mototriciclo был её единственным транспортным средством; до замены на Moto Guzzi TriAlce исполнял роль тягача 47-мм противотанковых пушек 47/32 Mod. 1935.

## Конструкция
Устройство в целом аналогично мотоциклу Benelli 500 VLM: четырёхтактный одноцилиндровый двигатель с боковыми клапанами, объёмом 493,6 см³, выдающий 13 л.с. при 450 об./мин. Передняя часть трубчатой стальной рамы та же; в задней части установлены два колеса, с приводом от карданного вала и деревянный кузов грузоподъёмностью до 400 кг. Рычаг переключения передач, согласно тогдашним военным стандартам, находится справа от бака.